# Casa Pia AC
Casa Pia A.C. is een Portugese sportclub uit Lissabon die vooral bekend staat om zijn voetbalteam. De club is 1920 opgericht en komt uit in de Primeira Liga. Naast een voetbaltak heeft Casa Pia A.C. ook nog takken in andere sporten.

## Geschiedenis

### Beginjaren
Casa Pia werd opgericht op 3 juli 1920 door onder andere Cândido de Oliveira. Slechts 4 maanden na de oprichting won de club zijn eerste prijs al, nadat Benfica met 2-1 werd verslagen in de strijd om de Bronzen Herculano Santos. Cândido de Oliveira, de oprichter, was de aanvoerder tijdens deze wedstrijd. Later dit seizoen werd ook nog de regionale competitie Campeonato de Lisbon en de Lisbon Cup gewonnen. Later deed de club nog mee aan verschillende kleine internationale wedstrijden, maar wist niks te winnen. In 1939 degradeerde de club uit de hoogste competitie.

### Recent
In 2009 won de club op regionaal niveau de vierde competitie van Portugal, wat ze verzekerden van een plaats in de Segunda Divisão. Vanuit deze competitie vond er in 2019 promotie plaats naar de Liga Portugal 2.
In 2022 promoveerde Casa Pia via een tweede plaats in de Liga Portugal 2 weer naar het hoogste niveau van het Portugese betaalde voetbal. Dit was voor de eerste keer in 83 jaar. Er werd gelijk voor lijfsbehoud gezorgd, de club eindigde in het seizoen van 2022/23 als 10e in de competitie. Een jaar later eindigt het op de 9e plaats.

## Eindklasseringen
| Seizoen   | №  | Clubs | Divisie                | Duels | Winst | Gelijk | Verlies | Doelsaldo | Punten | Tsch |
| --------- | -- | ----- | ---------------------- | ----- | ----- | ------ | ------- | --------- | ------ | ---- |
| 2018–2019 | 1  | 18    | Campeonato de Portugal | 34    | 23    | 1      | 10      | 69-28     | 70     |      |
| 2019–2020 | 18 | 18    | LigaPro                | 24    | 2     | 5      | 17      | 19-47     | 11     |      |
| 2020–2021 | 9  | 18    | Liga Portugal 2        | 34    | 10    | 13     | 11      | 41-46     | 43     |      |
| 2021-2022 | 2  | 18    | Liga Portugal 2        | 34    | 21    | 5      | 8       | 50-22     | 68     |      |
| 2022-2023 | 10 | 18    | Primeira Liga          | 34    | 11    | 8      | 15      | 36-37     | 41     |      |
| 2023-2024 | 9  | 18    | Primeira Liga          | 34    | 10    | 8      | 16      | 38-50     | 38     |      |
| 2024-2025 | 9  | 18    | Primeira Liga          | 34    | 12    | 9      | 13      | 39-44     | 45     |      |

FC Alverca ·
FC Arouca ·
AVS ·
Benfica ·
Sporting Braga ·
Casa Pia · 
Estoril-Praia · 
Estrela Amadora ·
Famalicão ·
Gil Vicente ·
Moreirense ·  
Nacional ·
FC Porto · 
Rio Ave ·
Santa Clara · 
Sporting CP · 
Tondela · 
Vitória Guimarães